# Léprose des agrumes

La léprose des agrumes est une maladie virale économiquement importante qui affecte les cultures d'agrumes et peut provoquer des pertes de rendement allant jusqu'à 100 %. Cette maladie émergente, classée comme maladie de quarantaine, est largement répandue en Amérique du Sud et en Amérique centrale, de l'Argentine au Mexique, mais est absente des autres continents. La maladie est causée par plusieurs espèces de virus aux génomes apparentés, qui provoquent des infections non-systémiques de deux formes, cytoplasmique ou nucléaire. Ils appartiennent à trois genres différents : Cilevirus et Higrevirus (famille des Kitaviridae), et Dichorhavirus (famille des Rhabdoviridae)
Les virus de type cytoplasmique sont les plus répandus et les plus largement distribués.
Tous ces virus provoquent des symptômes similaires chez les plantes-hôtes du genre Citrus et sont transmis par les mêmes vecteurs, des espèces d'acariens du genre Brevipalpus.
Pour minimiser l'impact de cette maladie, les seuls moyens utilisables sont le recours à des cultivars résistants, la taille et l'élimination des branches infectées pour réduire l'inoculum de la maladie et la lutte contre les acariens vecteurs à l'aide d'acaricides chimiques.

## Histoire
La léprose des agrumes a été signalée pour la première fois en Floride  (États-Unis) dans les années 1860 et a eu de graves répercussions sur la production d'agrumes. Elle a été décrite pour la première fois en 1907 sous le nom de « scaly bark » (écorce écailleuse) en raison d'un symptôme typique de lésions locales coalescentes sur l'écorce verte. Après 1926, l'incidence de la maladie a commencé à décliner en Floride et dans les années 1950, elle n'était plus présente que dans des zones isolées de la côte est de la Floride et depuis 1968 aucun signalement n'a été fait dans cet État. La disparition de la maladie s'expliquerait par l'usage d'acaricides efficaces à base de  soufre mouillable et par une période de gel sévère en 1962 qui a tué de vastes étendues de vergers en Floride. Quand des agrumes ont été replantés, généralement plus au sud, la léprose n'était plus présente et avait apparemment été éradiquée.
Des analyses réalisées à partir de spécimens d'herbier collectés en 1948 ont permis d'établir que l'agent causal était un virus du type CiLV-N, mais d'une souche inconnue propre à la Floride, désignée CiLV-N0.
En 1920, une maladie des agrumes, nommée « lèpre explosive » (lepra explosiva) est découverte au Paraguay, puis rapidement en Uruguay et Argentine, ainsi qu'au Brésil où elle a été appelée « variole » (variola). La comparaison des symptômes a conduit à la conclusion que cette maladie des agrumes était la même que celle connue en Floride et le nom de « léprose » a été adopté. Dans les années 1940, des chercheurs ont démontré en Argentine que l'acarien Brevipalpus obovatus Donnadieu était impliqué dans la dissémination de la maladie. En revanche, l'agent causal de la léprose était controversé, allant d'une étiologie fongique à une réaction aux toxines injectées par les acariens, mais la preuve d'une origine de nature virale a été progressivement établie à partir de 1968 jusqu'aux années 2000.

## Agents pathogènes
Cinq espèces différentes de phytovirus, partageant une biologie similaire, peuvent provoquer des symptômes de la léprose chez diverses espèces d'agrumes :
- Citrus leprosis virus C (CiLV-C, genre Cilevirus),
- Citrus leprosis virus C2 (CiLV-C2, genre Cilevirus),
- Hibiscus green spot virus 2 (HGSV-2, genre Higrevirus),
- Citrus leprosis virus N (CiLV-N, genre Dichorhavirus) et
- Citrus necrotic spot virus (CiNSV, genre Dichorhavirus).

Les trois premiers virus sont responsables de la forme cytoplasmique de la léprose des agrumes tandis que les deux derniers sont responsables de la forme nucléaire. Ces deux formes de la maladie se distinguent par le site (cytoplasme ou noyau) d'une altération cytopathique typique, l'accumulation de corps d'inclusion denses aux électrons,.
Le principal agent causal est le virus C de la léprose des agrumes (CiLV-C, Citrus leprosis virus C). Il se présente sous la forme de courtes particules bacilliformes, de 120 à 130 nm de long et de 50 à 55 nm de large. On le trouve dans le réticulum endoplasmique dans le cytoplasme des cellules infectées, et on observe un viroplasme dense en électrons dans le cytoplasme.
Le CiLV-C a un génome d'ARN à simple brin de sens positif  (ARNmc (+)), bipartite. Les deux segments, ARN1 et ARN2, ont des queues poly(A) terminales à l'extrémité 3'.
L'ARN1 (8 729 à 8 730 nt) contient deux cadres de lecture ouvert (ORF), codant une polyprotéine de 286 kilodaltons (kDa), que l'on suppose impliquée dans la réplication du virus, avec quatre domaines conservés : méthyltransférase, protéase, hélicase et ARN polymérase ARN-dépendante (RdRp), et une protéine de 29 kDa, de fonction inconnue.
L'ARN2 (4 969 à 4 975 nt) contient quatre ORF, codant des protéines de 15, 61, 32 et 24 kDa. La protéine de 32 kDa est apparemment impliquée dans le mouvement de cellule à cellule du virus (protéine de mouvement), mais aucune des autres protéines n'a montré de domaine protéique conservé,.
le virus C2 de la léprose des agrumes (CiLV-C2, Citrus leprosis virus C2) est également associé à des virions bacilliformes courts, de 100 à 110 nm de long et de 40 à 50 nm de large.
Le génome du CiLV-C2, également bipartite, ressemble étroitement à celui du CiLV-C. Il est composé de deux segment, ARN1 (8 717 nt) et ARN2 (4 989 nt), présentant tous deux des queues poly (A) à l'extrémité 3 '. L'ARN1 présente deux ORF codant une grande polyprotéine (285 kDa), impliquée vraisemblablement dans la réplication du virus, avec cinq domaines conservés (deux méthyltransférases, protéase, hélicase et RdRp), et une protéine d'enveloppe (CP) putative de 29 kDa. L'ARN2 contient cinq ORF qui codent potentiellement cinq protéines de 15, 7, 61, 32 et 24 kDa, similaires à celles prédites pour les masses protéiques du CiLV-C. La protéine de 32 kDa a un domaine conservé de protéine de mouvement de cellule à cellule et la petite protéine hypothétique (7 kDa), absente du génome du CiLV-C, a un domaine transmembranaire.

## Vecteurs

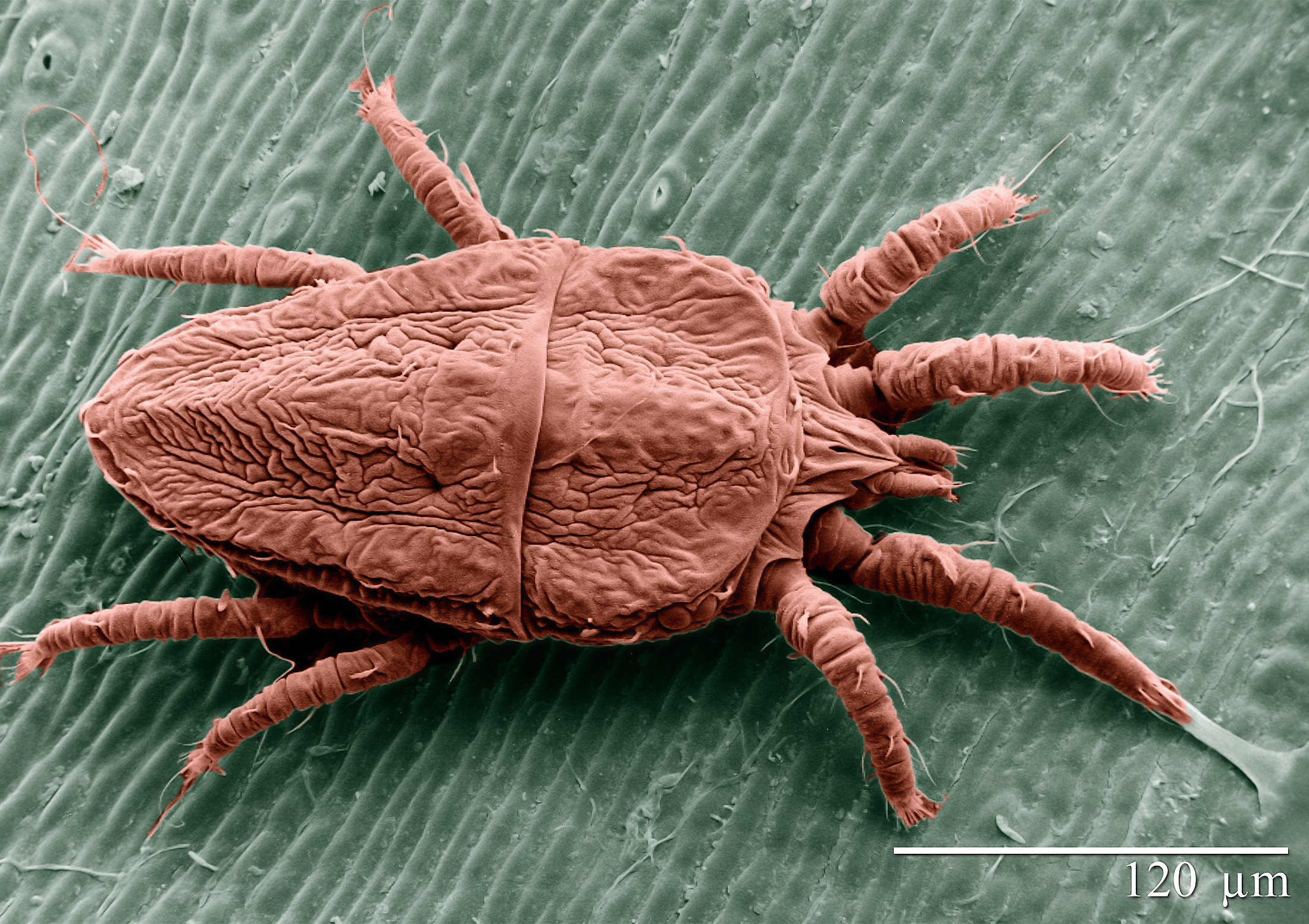
Brevipalpus phoenicis est le principal vecteur de la léprose des agrumes, maladie virale végétale répandue en Amérique du Sud.

Les virus CiLV-N, CiLV-C et CiLV-C2 sont transmis par de faux tétranyques ou acariens plats, appartenant au genre Brevipalpus (famille des Tenuipalpidae). Trois espèces de ce genre ont été signalées comme vecteurs de la léprose des agrumes : Brevipalpus californicus Banks, Brevipalpus obovatus Donnadieu et Brevipalpus phoenicis Geijskes, ce dernier étant considéré comme le vecteur principal.
Les trois espèces d'acariens ont une vaste gamme de plantes-hôtes et sont largement distribuées. Tous les stades actifs de l'acarien (larve, nymphe et adulte) peuvent acquérir et transmettre le virus, cependant les larves semblent transmettre le virus plus efficacement. On sait qu’il n’y a pas de transmission transovarienne de la femelle à ses descendants et qu'après l'acquisition (temps d'acquisition : 2 jours), l'acarien reste virulifère pendant toute sa vie (transmission persistante), mais on ne sait pas si le virus se réplique à l'intérieur du vecteur.

## Symptômes
La léprose des agrumes se manifeste d'abord  par des lésions locales, arrondies à elliptiques, sur les feuilles, les fruits et les rameaux. Ces lésions s'agrandissent et se nécrosent progressivement en leur centre. Elles entraînent une chute prématurée des fruits et le dépérissement des rameaux, et peuvent provoquer la mort des arbres en l'absence de traitement contre les acariens vecteurs.
Les lésions apparaissant sur les fruits réduisent fortement leur valeur marchande. Elles se présentent sous la forme de taches de 0,2 à 1,2 cm de diamètre, au centre nécrotique, initialement jaunâtres, devenant brunes ou noires, provoquant parfois des dépressions dans la peau, avec une exsudation de gomme. Sur les fruits verts, les taches sont vert pâle au centre avec un halo jaune, le centre de la lésion devenant brun foncé au fur et à mesure que le fruit mûrit. Les lésions n'affectent que l'écorce du fruit, mais les fruits malades mûrissent prématurément et sont susceptibles de pourrir.

### Risques de confusion
Les lésions de la léprose des agrumes sont en général très caractéristiques. Les symptômes du CiLV sur les fruits peuvent être confondues avec ceux du chancre bactérien des agrumes causées par Xanthomonas citri. Cependant, la chlorose zonée, associée à l'infestation bactérienne transmise par les mêmes acariens, ne devient pas nécrotique ; les symptômes consistent essentiellement en anneaux concentriques verts et chlorotiques.
Les symptômes foliaires du CiLV peuvent être confondus avec ceux de la rougeole des agrumes (maladie rare d'origine inconnue signalée en Floride), ou bien avec les dégâts causés par des produits phytosanitaires ou des insectes.
Sur le tronc, les symptômes de desquamation de l'écorce dus au CiLV peuvent évoquer les symptômes de la psorose des agrumes. Cependant, le virus de la psorose provoque des taches sur le bois, ce qui n'est pas le cas du CiLV.

## Plantes-hôtes
Les plantes-hôtes de la léprose des agrumes sont pour l'essentiel des espèces du genre Citrus (famille des Rutaceae). La gamme des plantes-hôtes dépend des virus concenés. Pour le virus CiLV-C, le plus répandu, de nombreuses espèces de Citrus sont sensibles. La plus sensible est l'oranger (Citrus sinensis). Le mandarinier (Citrus reticulata) et ses hybrides sont moins sensibles, ne présentant souvent que des symptômes foliaires, et certaines variétés expriment divers degrés de résistance au CiLV-C. Le mandarinier méditerranéen, Citrus deliciosa, est très sensible
Certain hybrides de Citrus reticulata présentent une résistance élevée au CiLV-C. Par exemple le cultivar de tangor 'Murcott ' (Citrus sinensis × Citrus reticulata) est largement utilisé dans les programmes de sélection.
Certaines espèces de Citrus sont considérées comme résistantes, n'étant pas infectées naturellement par le CiLV‐C. C'est le cas du citronnier (Citrus ×limon), du limettier (Citrus aurantiifolia), du pamplemoussier (Citrus ×paradisi), du limettier doux (Citrus limetta) et du limettier de Perse (Citrus latifolia).
D'autres espèces poussant en association avec les agrumes dans les vergers, par exemple dans les haies, sont des hôtes naturels du CiLV‐C. C'est le cas de Swinglea glutinosa (Rutaceae) et de Commelina benghalensis ( Commelinaceae). Ces plantes peuvent jouer un rôle dans l'épidémiologie de la léprose en tant que réservoir d'inoculum du virus et en hébergeant des populations d'acariens. De même, Hibiscus rosa-sinensis, Malvaviscus arboreus, Grevillea robusta et Bixa orellana, souvent également utilisés comme haies, se sont avérés être des hôtes de CiLV-C par inoculation expérimentale.

## Distribution
La léprose des agrumes, sous la forme causée par Citrus leprosis virus C (CiLV), est présente uniquement dans le continent américain et dans la plupart des pays d'Amérique latine. Depuis les années 2000, cette maladie a causé des pertes économiques importantes au Brésil, en Argentine, au Paraguay, en Uruguay, au Venezuela, au Costa Rica, au Panama et au Honduras. La maladie a été signalée plus récemment au Guatemala, en Bolivie, au Mexique, en Colombie et au Belize. Elle tend à se propager vers le Nord.